# Гансонре Ганна-Міріам Адамівна
Ганна-Міріам Адамівна Гансонре (16 березня 1982, Донецьк, Українська РСР, СРСР) — українська і російська волейболістка. Переможниця Кубка виклику Європейської конфедерації волейболу. Майстер спорту Росії.

## Біографія
Народилася і виросла в Донецьку. Виховувалась мамою Наталією Пилипівною, оскільки батько спортсменки, уродженець Буркіна-Фасо, пішов із сім'ї, коли дівчинка була ще зовсім маленькою. У волейбол почала грати у 9-річному віці у донецькій ДЮСШ № 2 під керівництвом тренера-викладача Надії Дмитрівни Салахутдінової. У 15 років переїхала до Білої Церкви, де вступила до спортивного ліцею-інтернату та увійшла до складу місцевої команди вищої ліги «Рось», яка була базовим колективом юніорської збірної України. У липні 1998 року Анна-Міріам захищала її кольори на Всесвітніх юнацьких іграх у Москві .
У 2000 керівництво Балаківської АЕС запропонували продовження кар'єри у їхньому клубові, у 2004 році прийняла російське громадянство. У Балакові темношкіра догравачка провела сім сезонів і була улюбленицею місцевих уболівальників, які називали її Сніжинкою. У складі команди вона здобула три бронзові медалі чемпіонату Росії та тричі грала у «Фіналах чотирьох» Кубка Європейської конфедерації волейболу (2002, 2004 і 2005). У сезоні 2005/06 травма Гансонре та низки інших гравців значно послабили «Балаківську АЕС», яка вкотре дійшла до вирішальних матчів єврокубка, але невдало виступила в національному чемпіонаті.
У 2007 році перейшла до омського «Спартака», з 2011 року виступала за краснодарське «Динамо». У сезоні 2012/13 її команда здобула перемогу в Кубку виклику. У фінальних матчах цього турніру Гансонре підсилювала гру свого клубу виходами на заміну, а найціннішим гравцем фіналу було визнано ще одну випускницю білоцерківського ліцею-інтернату у складі «Динамо» — Марину Марюхнич.
У травні 2014 року Анна-Міріам Гансонре підписала річний контракт із «Автодором-Метаром». Коментуючи її запрошення, тренер челябінок Дмитро Дьяков зазначив: «Ганна наша надія і опора. Вона чудово приймає подачу суперниць — на блюдечку викладає м'яч своїм партнеркам. Вона і в блоці дуже гарна. Може й атакувати так, що під її удар краще не потрапляти…»
Після сезону в Челябінську підписала контракт з «Протоном», через 8 років повернувшись до команди із Саратовської області. 2017 року завершила ігрову кар'єру.

## Клуби
| Роки      | Команди                      |
| --------- | ---------------------------- |
| 1997—2000 | «Рось» (Біла Церква)         |
| 2000—2007 | «Балаківська АЕС» (Балаково) |
| 2007—2011 | «Омичка» (Омськ)             |
| 2011—2014 | «Динамо» (Краснодар)         |
| 2014—2015 | «Автодор-Метар» (Челябінськ) |
| 2015—2017 | «Протон» (Балаково)          |

## Досягнення
- Володар Кубка виклику (1): 2013.
- Срібний призер Кубка CEV (1): 2005
- Бронзовий призер Кубка CEV (1): 2002
- Бронзовий призер чемпіонату Росії (3): 2003, 2004, 2005.
- Бронзовий призер Кубка Росії (4); 2009, 2011, 2013, 2016.